# استخوان چارکی‌یوغی
استخوان چارکی‌یوغی (انگلیسی: Quadratojugal bone) یکی از استخوان‌های جمجمه در بسیاری از جانوران مهره‌دار است. این استخوان معمولاً در قسمت پشتی و جانبی جمجمه قرار دارد و به استخوان‌های دیگری مانند استخوان چارکی (Quadrate)، استخوان یوغی (Jugal) و استخوان صدفی (Squamosal) متصل می‌شود.

## کارکرد
کارکرد اصلی استخوان چارکی‌یوغی، کمک به تشکیل مفصل آرواره‌ای و فراهم کردن سطح اتصال برای ماهیچه‌هایی است که در حرکت آرواره نقش دارند. این استخوان در برخی جانوران مانند خزندگان و پرندگان، به عنوان بخشی از ساختار گوش میانی نیز عمل می‌کند.

## اهمیت در جانورشناسی
استخوان چارکی‌یوغی یکی از ویژگی‌های مهم در طبقه‌بندی و مطالعه تکامل جانوران مهره‌دار است. شکل، اندازه و ارتباط این استخوان با سایر استخوان‌های جمجمه، می‌تواند در شناسایی گونه‌ها و تعیین روابط خویشاوندی بین آن‌ها مفید باشد.